# Prêmio APCA de Cinema
Prêmio APCA de Televisão é uma das áreas laureadas pelo Prêmio APCA, tradicional premiação brasileira criada em 1956 pela Associação Paulista de Críticos Teatrais (atual Associação Paulista de Críticos de Arte). A área de televisão passou a ser parte do Prêmio APCA em 1972, logo depois da mudança de nome da associação, que até então premiava somente teatro e música clássica. No mesmo ano, passaram a ser também premiados cinema, literatura e música popular, com novas áreas sendo incorporadas ao prêmio no decorrer dos anos subsequentes.
Os ganhadores do Prêmio APCA são escolhidos anualmente entre o final de novembro e o início de dezembro durante a reunião dos críticos membros da APCA. Algumas categorias podem ter uma pré-seleção semestral de finalistas, de acordo com a necessidade. Cada crítico vota exclusivamente dentro de sua área de atuação, selecionando, no máximo, sete categorias em cada área, que podem sofrer alterações a cada ano de acordo com a percepção dos críticos sobre o que seria mais pertinente em cada período (esta regra passou a valer em 1999, pois até 1998 o número de categorias que poderiam ser criadas era livre). Também há a exigência de que um mínimo de três críticos de cada área estejam presentes à votação, o que pode fazer com que não ocorra premiação para determinadas categorias em alguns anos por falta de quórum (houve raras exceções a essa regra no decorrer dos anos).
Em 2020, devido à pandemia de COVID-19, os vencedores da 65.ª edição do Prêmio APCA foram definidos com atraso (em janeiro de 2021) e cada área teve excepcionalmente menos categorias do que nos anos anteriores (a área de Televisão, contudo, foi a menos afetada por essa mudança, tendo seis categorias ao invés de sete, enquanto que, na maioria das áreas, a redução foi para três categorias).

## Categorias
- Melhor Filme
- Melhor Direção
- Melhor Roteiro
- Melhor Atriz
- Melhor Ator
- Melhor Documentário  *Podem mudar de ano para ano, sendo no máximo sete.

## Vencedores por Ano
- Os vencedores estão em negrito.

#### 2018
| Categoria               | Vencedores                                                                  |
| ----------------------- | --------------------------------------------------------------------------- |
| Melhor Filme            | - Arábia, de Affonso Uchoa e João Dumans                                    |
| Melhor Direção          | - Caroline Leone, por Pela Janela                                           |
| Melhor Roteiro          | - Karine Teles e Gustavo Pizzi, por Benzinho                                |
| Melhor Elenco           | - Prêmio Interpretação Coletiva para Paraíso Perdido, de Monique Gardenberg |
| Melhor Fotografia       | - Glauco Firpo, por Tinta Bruta                                             |
| Melhor Documentário     | - Piripkura, de Mariana Oliva, Renata Terra, Bruno Jorge                    |
| Prêmio Especial do Júri | - Antes do Fim, de Cristiano Burlan                                         |

#### 2019
| Categoria               | Vencedores                                                      |
| ----------------------- | --------------------------------------------------------------- |
| Melhor Filme            | - Bacurau, de Kleber Mendonça Filho e Juliano Dornelles         |
| Melhor Direção          | - Kleber Mendonça Filho e Juliano Dornelles, por Bacurau        |
| Melhor Roteiro          | - Aspirantes, escrito por Ives Rosenfeld e Pedro Freire         |
| Melhor Atriz            | - Carol Duarte e Júlia Stockler, por A Vida Invisível           |
| Melhor Ator             | - Christian Malheiros, por Sócrates                             |
| Melhor Documentário     | - Democracia em Vertigem, de Petra Costa                        |
| Prêmio Especial do Júri | - A Rosa Azul de Novalis, de Gustavo Vinagre e Rodrigo Carneiro |

#### 2020
| Categoria             | Vencedores                                               |
| --------------------- | -------------------------------------------------------- |
| Melhor Longa-metragem | - M-8: Quando a Morte Socorre a Vida / Sertânia (empate) |
| Melhor Média-metragem | - Sete Anos em Maio                                      |

#### 2021
| Categoria         | Vencedores                                |
| ----------------- | ----------------------------------------- |
| Melhor Filme      | - Cabeça De Nêgo, de Déo Cardoso          |
| Melhor Direção    | - Madiano Marcheti, por Madalena          |
| Melhor Fotografia | - Gustavo Habda, por Veneza e Acqua Movie |
| Melhor Elenco     | - intérpretes de Marighella               |
| Melhor Fotografia | - Gustavo Habda, por Veneza e Acqua Movie |

#### 2022
| Categoria             | Vencedores                                                          |
| --------------------- | ------------------------------------------------------------------- |
| Melhor Filme          | - Segredos do Putumayo, de Aurélio Michiles                         |
| Melhor Direção        | - Gabriel Martins, por Marte Um                                     |
| Melhor Roteiro        | - Pajeú, escrito por Pedro Diógenes                                 |
| Melhor Atriz          | - Alice Braga, por Eduardo e Mônica                                 |
| Melhor Ator           | - Gabriel Leone, por Eduardo e Mônica                               |
| Grande Prêmio do Júri | - Ana Carolina, pelo experimentalismo do filme Paixões Recorrentes  |
| Melhor Fotografia     | - 5 Casas, por Bruno Gularte Barreto, Bruno Polidoro e Tiago Coelho |

#### 2023
| Categoria           | Vencedores                                                                      |
| ------------------- | ------------------------------------------------------------------------------- |
| Melhor Filme        | - Retratos Fantasmas, de Kleber Mendonça Filho                                  |
| Melhor Direção      | - Paula Gaitán, por Luz nos Trópicos                                            |
| Melhor Roteiro      | - Noites Alienígenas, de Sergio de Carvalho, Camilo Cavalcanti e Rodolfo Minari |
| Melhor Atriz        | - Vera Holtz, por Tia Virgínia                                                  |
| Melhor Ator         | - Juan Paiva e Lucas Penteado, por Nosso Sonho                                  |
| Melhor Documentário | - Incompatível com a Vida, de Elisa Capai                                       |
| Melhor Fotografia   | - Joana Pimenta, por Mato Seco em Chamas                                        |

#### 2024
| Categoria               | Vencedores e indicados |
| ----------------------- | --- |
| Melhor Filme            | - Ainda Estou Aqui - Greice - Malu - O Dia Que Te Conheci - Retrato de um Certo Oriente - Saudade Fez Morada Aqui Dentro |
| Melhor Direção          | - André Novais Oliveira, por O Dia que Te Conheci - Eduardo Escorel, por Antonio Candido, Anotações Finais - Juliana Rojas, por Cidade; Campo - Marcelo Gomes, por Retrato de um Certo Oriente - Susanna Lira, por Fernanda Young: Foge-me ao Controle - Walter Salles, por Ainda Estou Aqui                    |
| Melhor Roteiro          | - Marcelo Gomes, Maria Camargo e Gustavo Campos, por Retrato de um Certo Oriente - Ainda Estou Aqui - Greice - O Auto da Compadecida 2 - O Dia Que Te Conheci - Saudade Fez Morada Aqui Dentro |
| Melhor Atriz            | - Fernanda Torres, por Ainda Estou Aqui - Denise Weinberg, por A Metade de Nós - Grace Passô, por O Dia Que Te Conheci - Maria Bomani, por Bandida: A Número Um da Rocinha - Mirella Façanha, por Cidade; Campo - Yara de Novaes, por Malu                                                                      |
| Melhor Ator             | - Bruno Jefferson, por Saudade Fez Morada Aqui Dentro - Demick Lopes, por A Filha do Palhaço - Fábio Assunção, por Motel Destino - Matheus Nachtergaele, por Mais Pesado É o Céu/O Auto da Compadecida 2 - Renato Novaes, por O Dia Que Te Conheci - Selton Mello, por Ainda Estou Aqui/O Auto da Compadecida 2 |
| Melhor Documentário     | - Antonio Candido – Anotações Finais' - A Flor do Buriti - Amanhã - Fausto Fawcett na Cabeça - Fernanda Young: Foge-me ao controle - Othelo, O Grande - Salão de Baile: This is Ballroom |
| Prêmio Especial do Júri | - Pedro Freire pela estreia na direção em longa-metragem por Malu |